# Nona
La Nona, Hora Nona o Novena Hora després de la sortida del sol, és una pregària de l'Ofici Diví en la litúrgia de les Hores canòniques. Es resava aproximadament a les 15:00 hores en tota la Cristiandat durant l'edat mitjana.